# Claude-Joseph de Bettignies
 (février 2022).
Claude-Joseph de Bettignies, né à Mons le 23 novembre 1675 et mort dans cette même ville le 12 juin 1740, est un architecte et sculpteur des Pays-Bas espagnols et autrichiens.

## Biographie
Claude Antoine Joseph de Bettignies est le fils de  Pierre Noël de Bettignies, orfèvre et bourgeois de Mons, et de Jeanne de Hurges. Marié à Jeanne Marie Ghissart, il est le père du sculpteur et architecte Pierre-François de Bettignies et de l'orfèvre Pierre-Joseph de Bettignies. Il est l’ancêtre de Louise de Bettignies.
Disciple de Louis Ledoux, l'architecte du beffroi de Mons, Claude-Joseph de Bettignies est l'auteur de plusieurs bâtiments religieux de Mons : chapelle du couvent des Visitandines, chapelle du couvent des Ursulines. Il reconstruisit l'église Saint-Nicolas-en-Havré qui avait été ravagée par un incendie en 1664. On lui doit également le campanile de l'église Sainte-Élisabeth.
Il est appelé aux fonctions de maître des ouvrages de la ville de Mons en 1711.

## Galerie

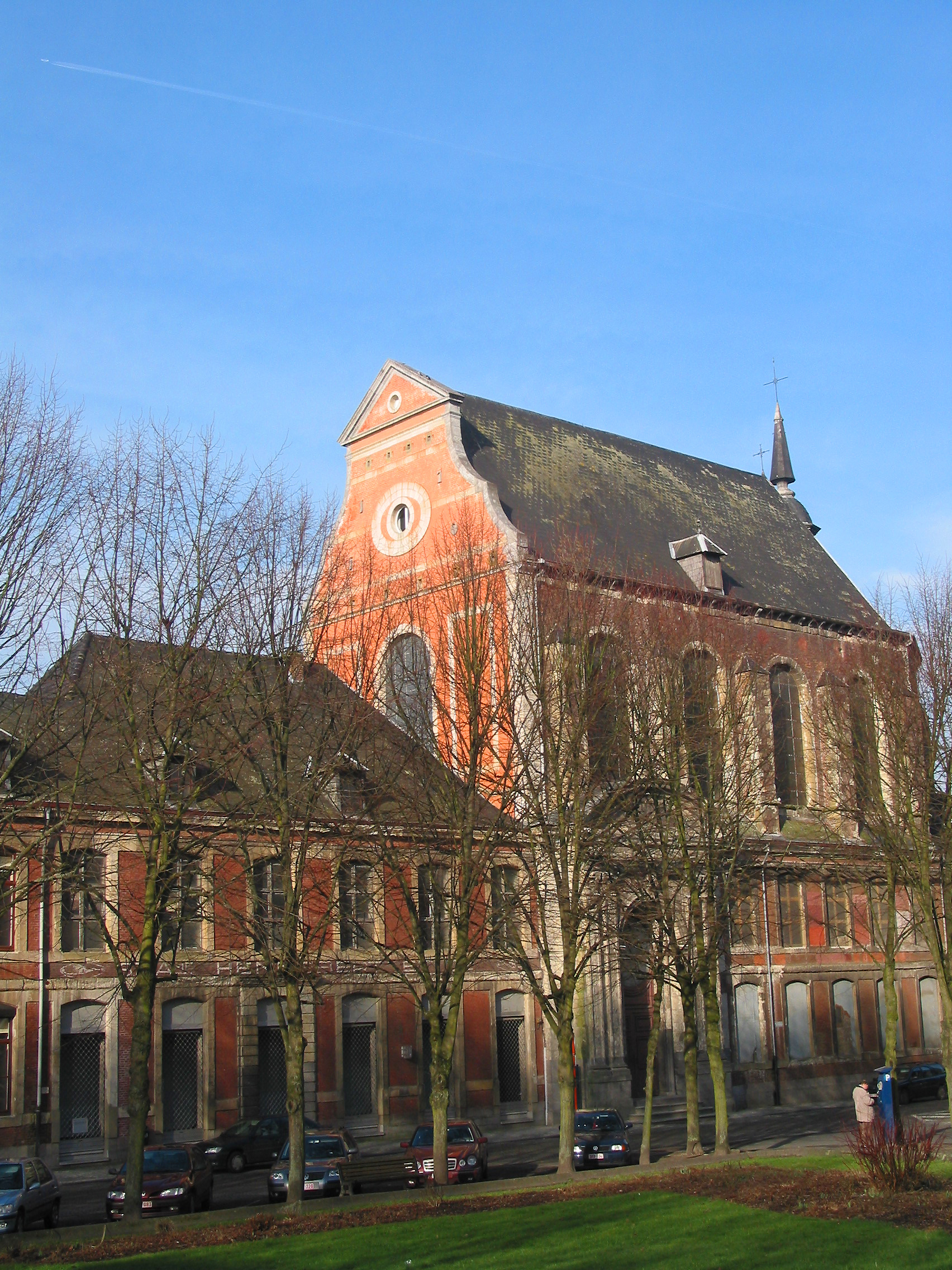
Chapelle du couvent des Ursulines
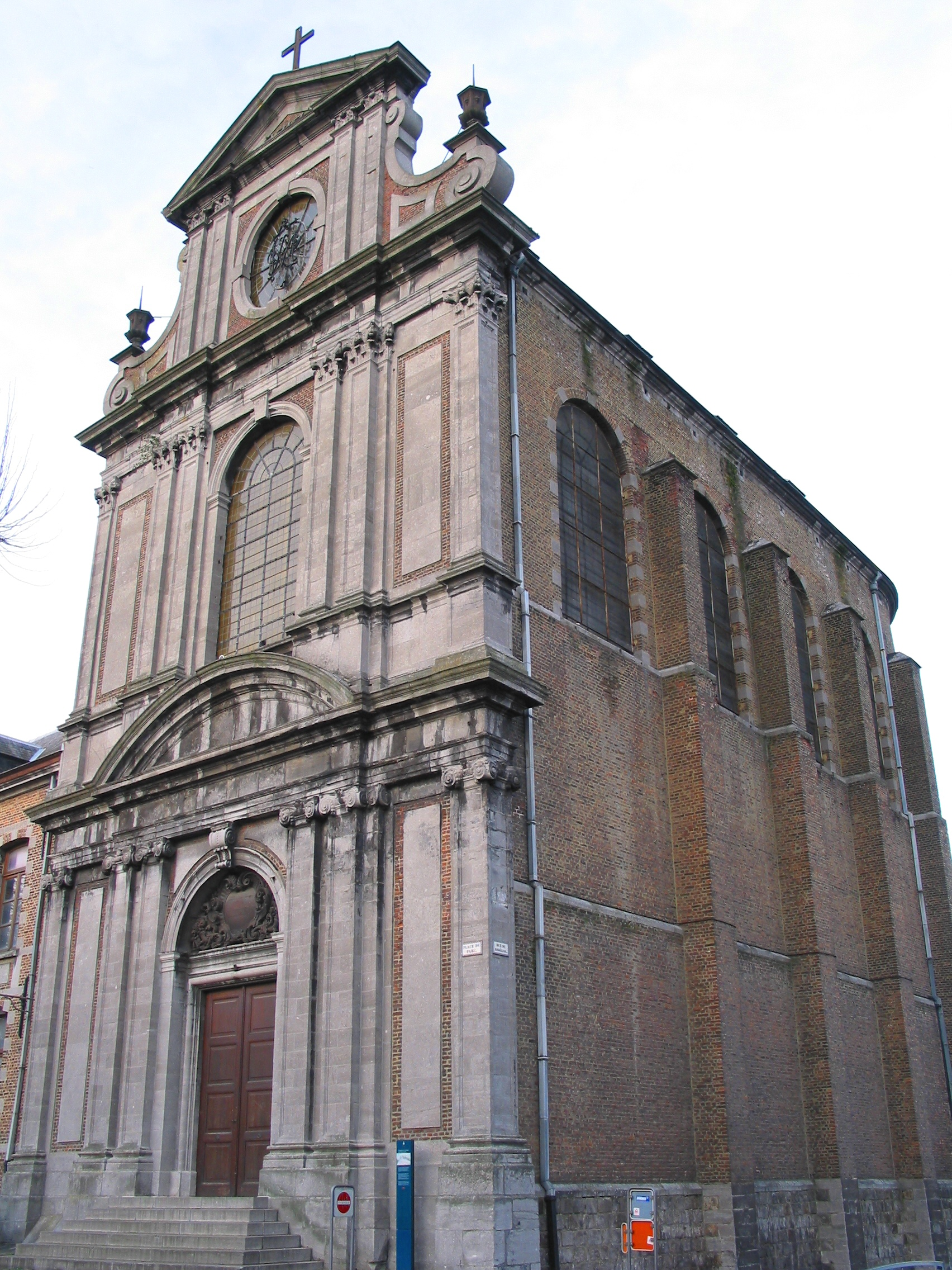
Chapelle du couvent des Visitandines (1717)
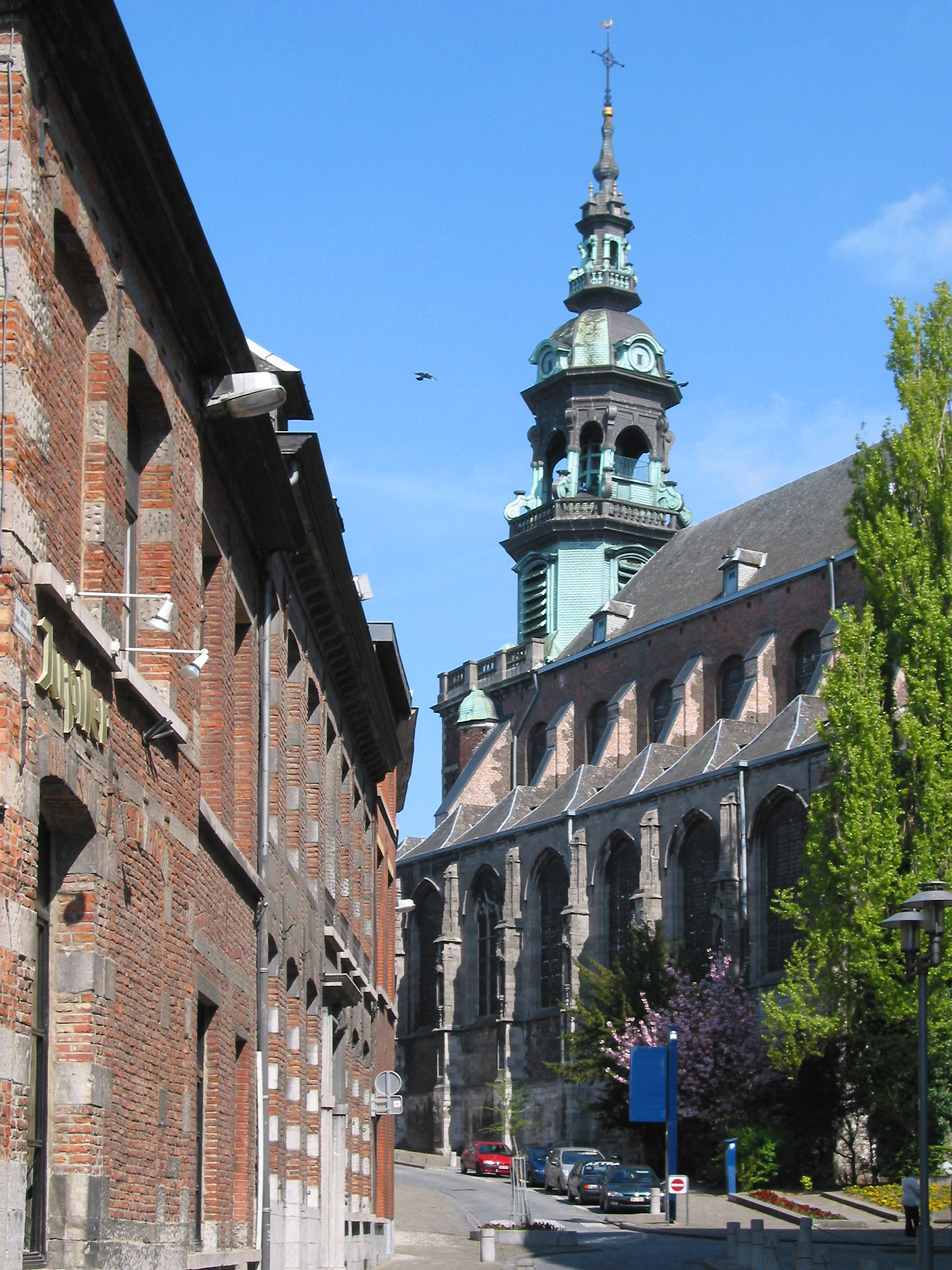
L'église Sainte-Élisabeth et son campanile

## Sources
- Léopold Lefebvre, "De Bettignies", in: Iconographie montoise, ou: Galerie de portraits d'hommes remarquables, de la ville de Mons, 1860

- Notices d'autorité :   - VIAF
- Ressources relatives aux beaux-arts :   - Artists of the World Online
  - ECARTICO
  - RKDartists
  - Union List of Artist Names
- Notice dans un dictionnaire ou une encyclopédie généraliste :   - Biographie nationale de Belgique